# Дискография Talk Talk
Дискография британской рок-группы Talk Talk включает в себя 5 студийных альбомов, 3 мини-альбома, 23 сингла, 4 видеоальбома, 1 концертный альбом, 13 сборников.
Дебютный альбом The Party's Over был выпущен в 1982 году, композиции «Today» и «Talk Talk» с которого, выпущенные в качестве синглов, стали хитами в Великобритании. Сам альбом не имел большого коммерческого успеха.
Следующий альбом It’s My Life был выпущен в 1984 году и был более успешен в коммерческом плане. Его главным синглом стала песня «It’s My Life», ставшая хитом и попавшая во многие хит-парады мира. В Германии альбом удостоился золотого статуса.
Изданный в 1986 году The Colour of Spring стал самым успешным и самым продаваемым альбомом группы. Хитами стали песни «Living in Another World», «Give It Up» и «Life's What You Make It», а сам альбом попал во многие чарты мира, кроме того, получил золотой статус в Великобритании и в Канаде.
Популярность Talk Talk упала в конце 1980-х годов, так как последние альбомы — Spirit of Eden (1988) и Laughing Stock (1991) были неуспешны в коммерческом плане. Spirit of Eden стал последним релизом, изданным компанией EMI, которая прекратила сотрудничество с группой из-за низких продаж альбома. Несмотря на это, Spirit of Eden получил серебряный статус на родине группы. Последняя пластинка группы была записана на джазовом лейбле Verve Records.
На первых альбомах коллектив играл синтипоп и новую волну. В The Colour of Spring звук стал более живым, а синтезаторы перестали доминировать в музыке группы. Spirit of Eden представлял собой энергичный сплав таких жанров, как джаз, поп, классическая музыка, блюз, эмбиент. Laughing Stock был записан в стиле пост-рок.
В 1991 году Talk Talk распались, однако звукозаписывающая компания EMI, с которой группа сотрудничала с 1982 года, продолжила выпускать сборники. В 2008 году вышел видеоальбом группы Live at Montreux 1986, содержащий запись выступления группы на фестивале в Монтрё, Швейцария.
Все коды названий стран в статье приведены в соответствии со стандартом ГОСТ 7.67-2003.

## Студийные альбомы
| Год                                                                  | Альбом                                                                                                | Максимальная позиция | Максимальная позиция | Максимальная позиция | Максимальная позиция | Максимальная позиция | Максимальная позиция | Максимальная позиция | Максимальная позиция | Максимальная позиция | Максимальная позиция | Максимальная позиция | Максимальная позиция | Сертификации            |
| Год                                                                  | Альбом                                                                                                | GB                   | AT                   | CA                   | CH                   | DE                   | FR                   | IT                   | NL                   | NO                   | NZ                   | SE                   | US                   | Сертификации            |
| -------------------------------------------------------------------- | --- | -------------------- | -------------------- | -------------------- | -------------------- | -------------------- | -------------------- | -------------------- | -------------------- | -------------------- | -------------------- | -------------------- | -------------------- | ----------------------- |
| 1982                                                                 | The Party's Over - Релиз: Июль 1982 - Лейбл: EMI - Форматы: LP, CS, CD                                | 21                   | —                    | —                    | —                    | —                    | —                    | —                    | —                    | —                    | 8                    | 47                   | —                    | GB: Серебряный          |
| 1984                                                                 | It’s My Life - Релиз: Февраль 1984 - Лейбл: EMI - Форматы: LP, CS, CD                                 | 35                   | —                    | 59                   | 2                    | 4                    | —                    | 10                   | 3                    | —                    | 27                   | 49                   | —                    | DE: Золотой             |
| 1986                                                                 | The Colour of Spring - Релиз: Март 1986 - Лейбл: EMI - Форматы: LP (+DVD), CS, CD, SACD               | 8                    | 16                   | 14                   | 3                    | 11                   | —                    | 8                    | 1                    | 12                   | 7                    | 25                   | 58                   | CA: Золотой GB: Золотой |
| 1988                                                                 | Spirit of Eden - Релиз: 16 сентября 1988 - Лейблы: EMI, Parlophone - Форматы: LP (+DVD), CS, CD, SACD | 19                   | —                    | —                    | 12                   | 16                   | —                    | —                    | 32                   | —                    | —                    | —                    | —                    | GB: Серебряный          |
| 1991                                                                 | Laughing Stock - Релиз: 16 сентября 1991 - Лейбл: Verve - Форматы: LP, CS, CD                         | 26                   | —                    | —                    | —                    | 65                   | —                    | —                    | 60                   | —                    | —                    | —                    | —                    |                         |
| «—» означает, что альбом не попал в чарт или не был выпущен в стране | |                      |                      |                      |                      |                      |                      |                      |                      |                      |                      |                      |                      |                         |

## Сборники
| 1990                                                                 | Natural History: The Very Best of Talk Talk - Релиз: Май 1990 - Лейблы: EMI, Parlophone - Форматы: CD (+DVD), CS, LP | 3  | — | 27 | 10 | — | 16 | —  | 20 | — | — | GB: Золотой DE: Золотой |
| 1991                                                                 | History Revisited: The Remixes - Релиз: Март 1991 - Лейблы: EMI, Parlophone - Форматы: CD, CS, LP                    | 35 | — | —  | 27 | — | 64 | —  | —  | — | — |                         |
| 1993                                                                 | Music Collection - Релиз: 1993 - Лейбл: EMI - Форматы: CD, CS                                                        | —  | — | —  | —  | — | —  | —  | —  | — | — |                         |
| 1997                                                                 | The Very Best of Talk Talk - Релиз: 27 января 1997 - Лейбл: EMI - Формат: CD                                         | 54 | — | —  | —  | — | —  | 20 | —  | — | — | BE: Золотой BE: Золотой |
| 1998                                                                 | Asides Besides - Релиз: 1998 - Лейбл: EMI - Формат: CD                                                               | —  | — | —  | —  | — | —  | —  | —  | — | — |                         |
| 1999                                                                 | 12×12 Original Remixes - Релиз: 1999 - Лейбл: EMI - Формат: CD                                                       | —  | — | —  | —  | — | —  | —  | —  | — | — |                         |
| 2000                                                                 | Talk Talk The Collection - Релиз: 2000 - Лейбл: EMI - Формат: CD                                                     | —  | — | —  | —  | — | —  | —  | —  | — | — |                         |
| 2001                                                                 | Missing Pieces - Релиз: 2001 - Лейбл: Pond Life/Voiceprint - Формат: CD                                              | —  | — | —  | —  | — | —  | —  | —  | — | — |                         |
| 2003                                                                 | Time It’s Time - Релиз: 2003 - Лейбл: Disky - Формат: CD                                                             | —  | — | —  | —  | — | —  | —  | —  | — | — |                         |
| 2003                                                                 | Introducing...Talk Talk - Релиз: 9 сентября 2003 - Лейбл: EMI - Формат: CD                                           | —  | — | —  | —  | — | —  | —  | —  | — | — |                         |
| 2011                                                                 | Essential - Релиз: 2011 - Лейбл: EMI - Формат: CD                                                                    | —  | — | —  | —  | — | —  | —  | —  | — | — |                         |
| 2013                                                                 | Natural Order (1982—1991) - Релиз: 14 января 2013 - Лейбл: EMI - Формат: CD                                          | —  | — | —  | —  | — | —  | —  | —  | — | — |                         |
| 2015                                                                 | The Triple Album Collection - Релиз: 9 января 2015 - Лейблы: Parlophone, Warner Bros. Records - Формат: CD           | —  | — | —  | —  | — | —  | —  | —  | — | — |                         |
| «—» означает, что альбом не попал в чарт или не был выпущен в стране | |    |   |    |    |   |    |    |    |   |   |                         |

## Концертные альбомы
| 1999                                                                 | London 1986 - Релиз: Февраль 1999 - Лейбл: Pond Life/Voiceprint - Формат: CD | — | — | — | 46 | — | — | — | — | — | — |
| «—» означает, что альбом не попал в чарт или не был выпущен в стране |                                                                              |   |   |   |    |   |   |   |   |   |   |

## Видеоальбомы
| 1984                                                                 | Talk Talk Video 45 - Лейблы: Sony, Picture Music International - Форматы: VHS, Betamax | — | — | — | — | — | — | — | — | — | — |
| 1986                                                                 | Life’s What You Make It - Лейблы: EMI, Picture Music International - Формат: VHS       | — | — | — | — | — | — | — | — | — | — |
| 1990                                                                 | Natural History: The Very Best of Talk Talk - Лейбл: EMI - Формат: VHS                 | — | — | — | — | — | — | — | — | — | — |
| 2008                                                                 | Live at Montreux 1986 - Релиз: 28 октября 2008 - Лейбл: Eagle Vision - Формат: DVD     | — | — | — | — | — | — | — | — | — | — |
| «—» означает, что альбом не попал в чарт или не был выпущен в стране |                                                                                        |   |   |   |   |   |   |   |   |   |   |

## Бокс-сеты
| 1991                                                                 | After the Flood/New Grass/Ascension Day - Релиз: 1991 - Лейбл: Verve Records - Формат: CD         | — | — | — | — | — | — | — | — | — | — |
| 1991                                                                 | After the Flood (Outtake) - Релиз: Сентябрь 1991 - Лейбл: Polydor Records - Формат: CD            | — | — | — | — | — | — | — | — | — | — |
| 1994                                                                 | The Party’s Over/It’s My Life/The Colour of Spring - Релиз: 1994 - Лейблы: Fame, EMI - Формат: CD | — | — | — | — | — | — | — | — | — | — |
| 2000                                                                 | It’s My Life/Colour of Spring/Spirit of Eden - Релиз: 11 сентября 2000 - Лейбл: EMI - Формат: CD  | — | — | — | — | — | — | — | — | — | — |
| «—» означает, что альбом не попал в чарт или не был выпущен в стране |                                                                                                   |   |   |   |   |   |   |   |   |   |   |

## Мини-альбомы
| 1982                                                                 | Talk Talk - Лейбл: EMI - Формат: 12"        | — | — | — | — | — | —  | — | — | — | — | — |
| 1984                                                                 | It’s My Mix - Лейбл: EMI - Форматы: LP, CS  | — | — | — | — | — | 18 | — | — | — | — | — |
| 1986                                                                 | Talk Talk Mini LP - Лейбл: EMI - Формат: LP | — | — | — | — | — | —  | — | — | — | — | — |
| «—» означает, что альбом не попал в чарт или не был выпущен в стране |                                             |   |   |   |   |   |    |   |   |   |   |   |

## Синглы
| 1982                                                                | «Mirror Man»                            | —  | — | —  | —  | —  | —  | —  | —  | —  | —  | — | —  | — | —  | The Party's Over                            |
| 1982                                                                | «Talk Talk»                             | 52 | — | —  | —  | —  | —  | —  | —  | —  | —  | — | —  | — | 75 | The Party's Over                            |
| 1982                                                                | «Today»                                 | 14 | — | —  | —  | —  | —  | —  | —  | 16 | —  | — | 10 | — | —  | The Party's Over                            |
| 1982                                                                | «Another Word»                          | —  | — | —  | —  | —  | 25 | —  | —  | —  | —  | — | —  | — | —  | The Party's Over                            |
| 1982                                                                | «Talk Talk» (переиздание)               | 23 | — | —  | —  | —  | —  | —  | —  | —  | —  | — | —  | — | —  |                                             |
| 1983                                                                | «My Foolish Friend»                     | 57 | — | —  | —  | —  | —  | —  | —  | —  | —  | — | —  | — | —  |                                             |
| 1984                                                                | «It’s My Life»                          | 46 | — | 44 | —  | —  | 33 | 25 | 7  | —  | 30 | — | 32 | — | 31 | It’s My Life                                |
| 1984                                                                | «Such a Shame»                          | 49 | 2 | 13 | —  | 1  | 2  | 7  | 4  | —  | 9  | — | 39 | — | 89 | It’s My Life                                |
| 1984                                                                | «Dum Dum Girl»                          | 74 | — | 33 | —  | 24 | 20 | —  | —  | —  | 31 | — | 34 | — | —  | It’s My Life                                |
| 1984                                                                | «Tomorrow Started (Live)»               | —  | — | —  | —  | —  | —  | —  | —  | —  | —  | — | —  | — | —  |                                             |
| 1985                                                                | «Life's What You Make It»               | 16 | — | 14 | 48 | 17 | 24 | 49 | 14 | 17 | 11 | — | 11 | — | 90 | The Colour of Spring                        |
| 1986                                                                | «Living in Another World»               | 48 | — | 21 | —  | 23 | 34 | 44 | 26 | —  | 22 | — | —  | — | —  | The Colour of Spring                        |
| 1986                                                                | «Give It Up»                            | 59 | — | 32 | —  | —  | —  | —  | —  | —  | —  | — | —  | — | —  | The Colour of Spring                        |
| 1986                                                                | «I Don’t Believe in You»                | 96 | — | —  | —  | —  | —  | —  | —  | —  | —  | — | —  | — | —  | The Colour of Spring                        |
| 1988                                                                | «I Believe in You»                      | 85 | — | —  | —  | —  | —  | —  | —  | —  | 65 | — | 43 | — | —  | Spirit of Eden                              |
| 1990                                                                | «It’s My Life» (переиздание)            | 13 | — | —  | —  | —  | —  | —  | —  | 23 | —  | — | —  | — | —  | Natural History: The Very Best of Talk Talk |
| 1990                                                                | «Life’s What You Make It» (переиздание) | 23 | — | —  | —  | —  | —  | —  | —  | 23 | —  | — | —  | — | —  | Natural History: The Very Best of Talk Talk |
| 1990                                                                | «Such a Shame» (переиздание)            | 78 | — | —  | —  | —  | —  | —  | —  | —  | —  | — | —  | — | —  | Natural History: The Very Best of Talk Talk |
| 1991                                                                | «Living in Another World» (переиздание) | 79 | — | —  | —  | —  | —  | —  | —  | —  | —  | — | —  | — | —  | History Revisited: The Remixes              |
| 1991                                                                | «Living in Another World (Remix '91)»   | —  | — | —  | —  | —  | —  | —  | —  | —  | —  | — | —  | — | —  | History Revisited: The Remixes              |
| 1991                                                                | «Life’s What You Make It (Remix '91)»   | —  | — | —  | —  | —  | —  | —  | —  | —  | —  | — | —  | — | —  | History Revisited: The Remixes              |
| 1991                                                                | «After the Flood (Outtake)»             | —  | — | —  | —  | —  | —  | —  | —  | —  | —  | — | —  | — | —  | Laughing Stock                              |
| 1991                                                                | «New Grass»                             | —  | — | —  | —  | —  | —  | —  | —  | —  | —  | — | —  | — | —  | Laughing Stock                              |
| 1991                                                                | «Ascension Day»                         | —  | — | —  | —  | —  | —  | —  | —  | —  | —  | — | —  | — | —  | Laughing Stock                              |
| «—» означает, что сингл не попал в чарт или не был выпущен в стране |                                         |    |   |    |    |    |    |    |    |    |    |   |    |   |    |                                             |

## Совместные релизы
| 1991                                                                 | Crush on You/It’s My Life - Лейбл: Unidisc - Формат: 12", CD - Примечание: совместное издание Talk Talk и The Jets.                    | —  | — | — | — | — | — | — | — | — | — |
| 1998                                                                 | Back 2 Back Hits - Лейбл: EMI-Capitol Special Markets - Формат: CD - Примечание: совместный сборник Talk Talk и Томаса Долби.          | —  | — | — | — | — | — | — | — | — | — |
| 2003                                                                 | It’s My Life (Liquid People vs. Talk Talk) - Лейбл: Nebula - Формат: 12", CD - Примечание: совместный сингл Liquid People и Talk Talk. | 64 | — | — | — | — | — | — | — | — | — |
| «—» означает, что альбом не попал в чарт или не был выпущен в стране | |    |   |   |   |   |   |   |   |   |   |

## Видеоклипы
| Год  | Видеоклип                 | Режиссёр(ы)                                         |
| ---- | ------------------------- | --------------------------------------------------- |
| 1982 | «Talk Talk»               | Рассел Малкэхи (1 версия) , Брайан Грант (2 версия) |
| 1982 | «Today»                   | Саймон Милн                                         |
| 1983 | «My Foolish Friend»       | Брайан Грант                                        |
| 1984 | «It’s My Life»            | Тим Поуп                                            |
| 1984 | «Such a Shame»            | Тим Поуп                                            |
| 1984 | «Dum Dum Girl»            | Тим Поуп                                            |
| 1985 | «Life’s What You Make It» | Тим Поуп                                            |
| 1986 | «Living in Another World» | Тим Поуп                                            |
| 1986 | «Give It Up (Live)»       | Ноэль Оливер                                        |
| 1988 | «I Believe in You»        | Тим Поуп                                            |

## Саундтреки
Данный список содержит песни группы, входившие в саундтреки к различным фильмам, а также к одной видеоигре.
| Год  | Фильм/Игра                  | Альбом                                                                 | Песня                     |
| ---- | --------------------------- | ---------------------------------------------------------------------- | ------------------------- |
| 1982 | «Ночная смена»              | Night Shift — Original Soundtrack From the Ladd Company Motion Picture | «Talk Talk»               |
| 1984 | First Born                  | First Born (Original Motion Picture Soundtrack)                        | «Why Is It So Hard?»      |
| 1987 | Zabou                       | Zabou — Original Motion Picture Soundtrack                             | «Why Is It So Hard?»      |
| 2002 | Grand Theft Auto: Vice City | Grand Theft Auto Vice City O.S.T — Volume 4: Flash FM                  | «Life’s What You Make It» |
| 2005 | Willenbrock                 | Willenbrock — Original Soundtrack                                      | «The Rainbow»             |
| 2006 | «Мой друг»                  | Ein Freund Von Mir — Der Soundtrack                                    | «After the Flood»         |

## Комментарии
1. ↑  В чарты Новой Зеландии и Швеции попала ремастерированная версия The Party’s Over, которая вышла в 1997 году.
2. ↑  В чарты Германии, Швейцарии и Голландии попала ремастерированная версия Spirit of Eden, которая вышла в 2003 году.
3. 1 2  Альбом выходил на DVD, но только в комплекте с CD, как самостоятельный релиз он был издан только в формате VHS.
4. ↑  Переизданная версия 2003 года называлась просто The Collection. Также данный релиз носил названия The Ultraselection, Popstars Of The 20th Century, It’s My Life The Collection.